# جوش بلايلوك
جوش بلايلوك (بالإنجليزية: Josh Blaylock)‏ مواليد سنة 1989، هو ممثل أمريكي بدأ مسيرته الفنية سنة 2004.

## الأعمال

### أفلام
- لا بلد للعجائز (2007)

### مسلسلات
- عرض بيرني ماك (2005) (بدور: تود)
- نمبرز (2008) (بدور: ماريو)
- بونز (2009) (بدور: ليو)

## روابط خارجية
- جوش بلايلوك على موقع IMDb (الإنجليزية)
- جوش بلايلوك على موقع روتن توميتوز (الإنجليزية)
- جوش بلايلوك على موقع أول موفي (الإنجليزية)
- جوش بلايلوك على موقع قاعدة بيانات الفيلم (الإنجليزية)